# El Cid (film)
El Cid è un film del 1961 diretto da Anthony Mann.
Il film, abbastanza aderente alla realtà storica pur con le inevitabili concessioni allo spettacolo epico-romantico, mostra come, con l'aiuto della moglie Jimena, El Cid riesca a risvegliare l'orgoglio dei suoi concittadini e a promuoverne la liberazione.
Degna di nota la colonna sonora di Miklós Rózsa.

## Trama
XI secolo, nella Spagna invasa dai Mori e sconvolta dalle lotte intestine per il potere, la leggenda narra del condottiero Rodrigo Diaz de Bivar (Vivar) detto El Cid Campeador, il più grande eroe di quella terra.
Durante il viaggio che lo porterà a casa e alle nozze con la bella Jimena, Rodrigo cattura alcuni capi dei mori che, fomentati dal sanguinario e subdolo Ben Yussuf, stanno spadroneggiando nella penisola Iberica. Rodrigo porta i prigionieri al cospetto del padre, il quale però fa decidere al figlio la loro sorte. Rodrigo li libera a condizione che non facciano più guerra alla Spagna e alle terre di Re Ferdinando. Così uno dei capi mori (Moutamin) lo consegna alla storia dandogli il soprannome di El Cid (mio Signore) per la clemenza dimostrata.
Nel frattempo arriva sul posto il conte Ordonez, che rivendica i prigionieri per conto di Re Ferdinando. Il rifiuto di Rodrigo a consegnarli gli costa davanti al Re e alla sua corte una infamante accusa di tradimento, e anche il padre di Jimena (campione del Re) è contro di lui, per questo Rodrigo in un cruento duello alla spada lo uccide costringendo Jimena ad odiarlo.
La disputa in un duello (Ordalia) all'ultimo sangue con il campione di Re Ramiro (Don Martin) per il possesso della città di Calahorra, farà riacquistare a Rodrigo l'onore perduto, la mano di Jimena, ma non il suo amore. Il duello gli vale il soprannome di Campeador, che significa campione.
Il Re Ferdinando, ormai anziano, muore, dando così inizio di fatto alle dispute per il potere fra i due infanti, i principi Alfonso, Sancho e l'intrigante sorella donna Urraca. Rodrigo vuole restare neutrale, ma quando il principe Alfonso uccide per mano di un sicario il principe Sancho, Rodrigo, prima uccide l'assassino materiale e poi interviene durante la cerimonia di incoronazione del nuovo Re, umiliando il pretendente al trono (Alfonso), facendolo giurare sulla Bibbia sulla sua estraneità all'assassinio di suo fratello. Rodrigo per questo fatto viene esiliato a vita con la confisca di tutti i suoi averi, e Jimena a quel punto capisce la grandezza di Rodrigo e lo segue nell'esilio.
Dopo una notte passata in un fienile con Jimena, Rodrigo si ritrova una folla di spagnoli che inneggiano al suo nome e lui non può esimersi dal mettersi alla testa di questi uomini nel nome della Spagna. Nel frattempo, la città costiera di Valencia è caduta nelle mani di Ben Yussuf e dei suoi seguaci, l'armata di Rodrigo la cinge d'assedio liberandola, mentre Re Alfonso viene sconfitto nella piana di Sagrajas (1086), e addossa a Rodrigo la responsabilità della disfatta, per il fatto di non essere stato con lui a combattere i Mori, facendo imprigionare Jimena come ritorsione.
Il Conte Ordonez libera Jimena per riportarla a suo marito e si schiera dalla parte di Rodrigo.
I Mori capeggiati da Ben Yussuf, con gli anni si riorganizzano e rinforzati da nuovi arrivi via mare cingono a loro volta Valencia per l'ultima importante battaglia (1094).
Durante il primo giorno di battaglia, che sta volgendo a favore degli spagnoli, Rodrigo viene ferito mortalmente al cuore da una freccia e questo getta i suoi uomini nel panico. Al termine della giornata, Re Alfonso, rendendosi conto della realtà, accorre in suo aiuto per salvare l'ultimo baluardo di Spagna. Prima di morire, Rodrigo raccomanda alla moglie di farlo partecipare a tutti i costi al prosieguo della battaglia che si svolgerà al sorgere del sole, per non far cadere le sue truppe nello sconforto. Imbragato in un supporto di ferro nascosto dalle vesti, seppur morto, Rodrigo Diaz de Bivar detto El Cid Campeador, entra nel campo di battaglia, getta lo scompiglio fra i Mori che già pregustavano la vittoria, sconfinando nella leggenda.

## Incassi e battage pubblicitario
Il film fu campione di incassi in Italia nella stagione cinematografica 1961-62.

Nelle locandine del film e nei trailer cinematografici risaltava la seguente frase 
(Dalla pubblicità d'epoca)